# Афанасьевка (Северо-Казахстанская область)
Афанасьевка (каз. Афанасьевка) — село в районе Шал акына Северо-Казахстанской области Казахстана. Административный центр Афанасьевского сельского округа. Код КАТО — 595633100.
Расположено в 23 км к югу от районного центра — города Сергеевка.

## Население
В 1999 году население села составляло 1040 человек (495 мужчин и 545 женщин). По данным переписи 2009 года, в селе проживало 613 человек (290 мужчин и 323 женщины).
Основано в 1908 году переселенцами из западных губерний России. В 1957—1996 годах село являлось центральной усадьбой совхоза «Афанасьевский» с зерновым направлением хозяйства. На базе совхоза были созданы КП и крестьянские хозяйства.